# نادي برشلونة لكرة اليد
تأسس نادي برشلونة لكرة اليد في العام 1942، ويطلق على الفريق اسم برشلونة أنترسبورت وتعتبر قاعة بالاو بلوجرانا معقل الفريق، يعد برشلونة انترسبورت واحدًا من أفضل الفرق في أوروبا لكرة اليد، ويحمل النادي الرقم القياسي كأكثر فريق متوج بدوري أبطال أوروبا لكرة اليد بواقع عشرات مرات إضافة لستة وعشرون لقب أوروبي آخر، أما محليا فيحمل النادي الرقم القياسي في عدد مرات التتويج سواء في بطولات الدوري الأسباني لكرة اليد وكأس إسبانيا وكأس ملك إسبانيا وكاس السوبر .

## التاريخ
تأسس قسم كرة اليد في نادي كرة قدم برشلونة في 29 نوفمبر 1942 أثناء رئاسة إنريكي بينيرو. في البداية لُعبت كرة اليد بأحد عشر لاعباً لكل فريق ولم يكن هناك مجال مخصص للعب. استخدموا ملاعب كرة القدم حتى أواخر الخمسينيات من القرن الماضي، عندما بدأوا اللعب، كما هو الحال في الألعاب الفعلية، مع سبعة لاعبين وملعب مغطى. في المراحل الأولى، سيطرت على المسابقات فرق أخرى مثل أتلتيكو مدريد وجرانولرس، وكسرت سيطرتها عدة مرات. تغيرت الأمور بشكل جذري مع وصول أحد أفضل المدربين في تاريخ كرة اليد، فاليرو ريفيرا. معه، أصبح الفريق لا يهزم فعليًا في إسبانيا وأوروبا، حيث فاز برقم قياسي بلغ 62 لقبًا تحت حكمه، بما في ذلك 5 كؤوس أوروبية متتالية. في صيف 2013 ، فاز فريق برشلونة لكرة اليد، بقيادة المدرب تشافي باسكوال، بكأس السوبر جلوب، الكأس الوحيد الذي لا يزال مفقودًا من خزانة الكؤوس بالنادي. أنهى فريق كرة اليد التابع لنادي برشلونة الإسباني بطولة دوري أسوبال في موسم 2013/14 بتحطيم الأرقام القياسية. صنع برشلونة التاريخ هذا الموسم عندما أكملوا دوري أسوبال دون خسارة أي نقاط من جميع أيام المباريات الثلاثين. نجح نادي برشلونة في الدفاع عن لقبه في بطولة كأس العالم لكرة اليد للاندية في عام 2014 ، وهي المرة الأولى التي يفوز فيها فريق بألقاب متتالية منذ أن يتم استضافة حدث كرة اليد الأكثر شهرة سنويًا في العاصمة القطرية الدوحة. مرة أخرى، أنهى فريق برشلونة لكرة اليد موسم 2014/2015 في دوري أسوبال بدون هزيمة للعام الثاني على التوالي. فاز فريق كرة اليد برشلونة بالألقاب السبعة المتنازع عليها في موسم 2014/2015 ، وهو أمر لم يحدث منذ موسم 1999/2000 مع فريق الأحلام فالير وريفيرا. في عام 2017 ، فاز فريق برشلونة لكرة اليد مرة أخرى ببطولة كأس العالم لكرة اليد للاندية بعد فوزه على فريق فوشيه برلين الألماني. في عام 2018 فاز مرة أخرى بأربعة ألقاب سوبر جلوب. في تكرار العام الماضي، فاز فريق المدرب تشافي باسكوال بنهائي كأس العالم لكرة اليد للاندية ضد فوشيه برلين، هذه المرة بفارق خمسة أهداف، 29-24. مرة أخرى، فاز برشلونة بلقب IHF Super Globe في عام 2019. وفاز برشلونة بلقب كأس العالم لكرة اليد للاندية 2019 الثالث على التوالي. فاز الفريق بقيادة تشافي باسكوال على THW Kiel 34:32.

## الجوائز

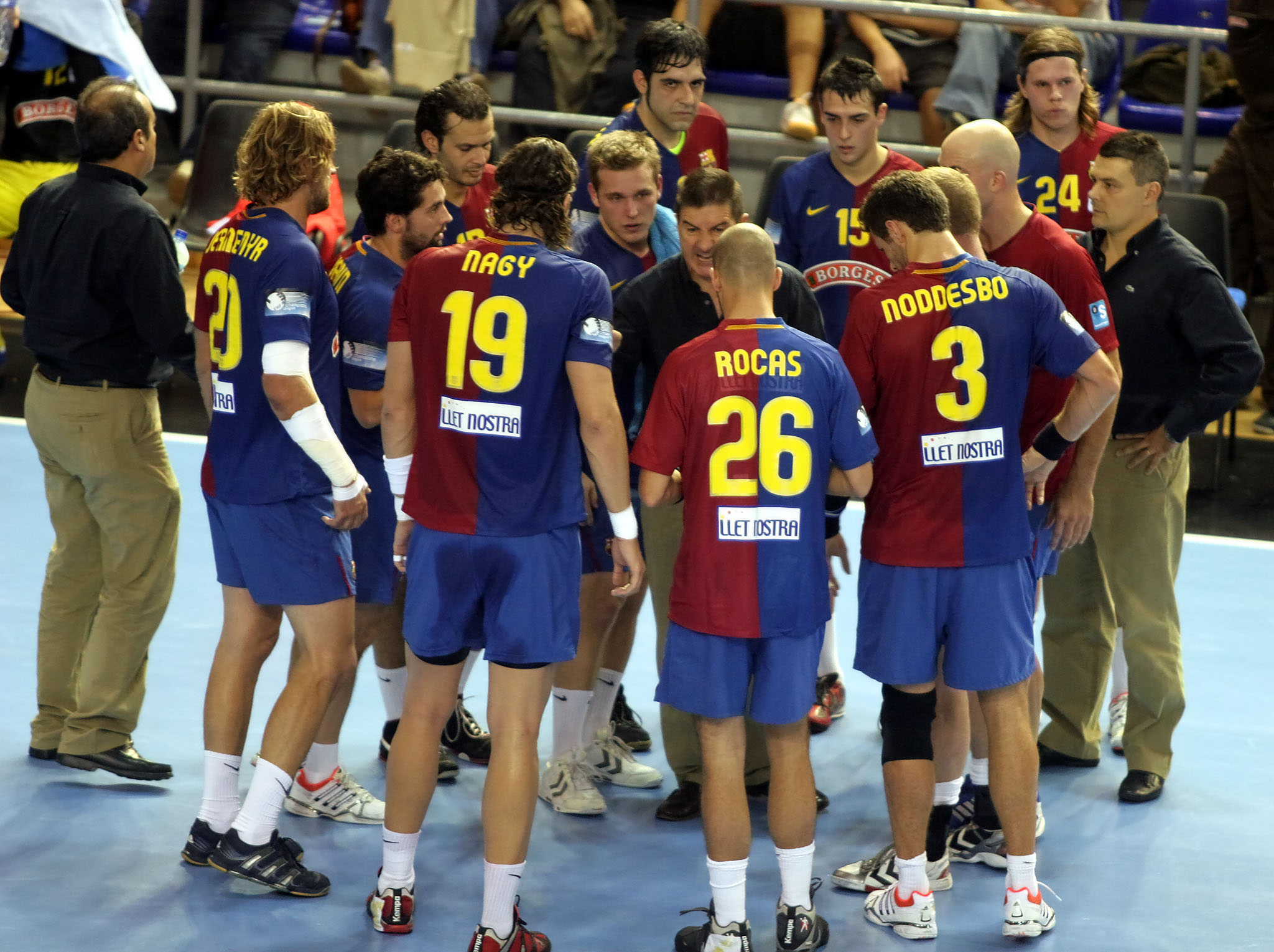
نادي برشلونة لكرة اليد

- بطولة العالم للأندية لكرة اليد: (5 ألقاب، رقم قياسي)نادي برشلونة لكرة اليد

بطولة العالم للأندية لكرة اليد 2013 [الإنجليزية]، بطولة العالم للأندية لكرة اليد 2014 [الإنجليزية]، بطولة العالم للأندية لكرة اليد 2017 [الإنجليزية]، 2018 ، 2019.
- دوري أبطال أوروبا لكرة اليد: (9 ألقاب، رقم قياسي)

1990–91، 1995–96، 1996–97، 1997–98، 1998–99، 1999–00، 2004–05، 2010–11، 2014–15.
- كأس أبطال الكؤوس الأوروبية لكرة اليد: (5 ألقاب، رقم قياسي)

1983–84، 1984–85، 1985–86، 1993–94، 1994–95.
- كأس أوروبا لكرة اليد: (لقب)

2002–03.
- كأس أبطال أوروبا لكرة اليد [الإنجليزية]: (5 ألقاب، رقم قياسي)

1996–97، 1997–98، 1998–99، 1999–00، 2003–04.
- الدوري الإسباني لكرة اليد: (27 لقب، رقم قياسي)

1968–69، 1972–73، 1979–80، 1981–82، 1985–86، 1987–88، الدوري الإسباني لكرة اليد 1988–89 [الإنجليزية]، الدوري الإسباني لكرة اليد 1989–90 [الإنجليزية]، الدوري الإسباني لكرة اليد 1990–91 [الإنجليزية]، الدوري الإسباني لكرة اليد 1991–92 [الإنجليزية]، 1995–96، 1996–97، 1997–98، 1998–99، 1999–00، 2002–03، 2005–06، 2010–11، 2011–12، 2012–13، 2013–14، 2014–15، الدوري الإسباني لكرة اليد 2015–16 [الإنجليزية]، الدوري الإسباني لكرة اليد 2016–17 [الإنجليزية]،2017–18، 2018–19، 2019–20.
- كأس ملك إسبانيا لكرة اليد: (24 لقب، رقم قياسي)

1968–69، 1971–72، 1972–73، 1982–83، 1983–84، 1984–85، 1987–88، 1989–90، 1992–93، 1993–94، 1996–97، 1997–98، 1999– 2000، 2003–04، 2006–07، 2008–09، 2009–10، 2013–14، 2014–15، 2015–16، 2016–17، 2017–18، 2018–19، 2019–20.
- كأس إسبانيا لكرة اليد: (15 لقب، رقم قياسي)

1994–95، 1995–96، 1999–00، 2000–01، 2001–02، 2009–10، 2011–12، 2012–13، 2013–14، 2014–15، 2015–16، 2016–17، 2017–18، 2018–19، 2019–20.
- كأس السوبر الإسبانية لكرة اليد: (23 لقب، رقم قياسي)

1986–87، 1988–89، 1989–90، 1990–91، 1991–92، 1993–94، 1996–97، 1997–98، 1999–00، 2000–01، 2003–04، 2006–07، 2008– 09، 2009–10، 2012–13، 2013–14، 2014–15، 2015–16، 2016–17، 2017–18، 2018–19، 2019–20، 2020–21.
- البطولة الإسبانية: (6 ألقاب، رقم قياسي)

1944–45 ، 1945–46 ، 1946–47 ، 1948–49 ، 1950–51 ، 1956–57.
- البطولة الكتالونية: (10 ألقاب، رقم قياسي)

1943–44 ، 1944–45 ، 1945–46 ، 1946–47 ، 1948–49 ، 1950–51 ، 1953–54 ، 1954–55 ، 1956–57 ، 1957–58.
- الدوري الكتالوني: (12 لقب، رقم قياسي)

1981–82، 1982–83، 1983–84، 1984–85، 1986–87، 1987–88، 1990–91، 1991–92، 1992–93، 1993–94، 1994–95، 1996–97.
- دوري بيرينيه [الإنجليزية] (12 لقب، رقم قياسي)

1997–98، 1998–99، 1999–00، 2000–01، 2001–02، 2003–04، 2005–06، 2006–07، 2007–08، 2009–10، 2010–11، 2011–12.
- كأس السوبر الكتالوني: (8 ألقاب، رقم قياسي)

2012، 2014، 2015، 2016، 2017، 2018، 2019، 2020.

## الأداء حسب الموسم
| الموسم  | الدرجة | الدوري                    | المركز    | ملاحظات |
| ------- | ------ | ------------------------- | --------- | ------- |
| 1990–91 | الأولى | الدوري الإسباني لكرة اليد | 1 / 1     | البطل   |
| 1991–92 | الأولى | الدوري الإسباني لكرة اليد | 1 / 2     | البطل   |
| 1992–93 | الأولى | الدوري الإسباني لكرة اليد | 2 / 3     |         |
| 1993–94 | الأولى | الدوري الإسباني لكرة اليد | 1 / 1 / ½ |         |
| 1994–95 | الأولى | الدوري الإسباني لكرة اليد | الثاني    |         |
| 1995–96 | الأولى | الدوري الإسباني لكرة اليد | الأول     | البطل   |
| 1996–97 | الأولى | الدوري الإسباني لكرة اليد | الأول     | البطل   |
| 1997–98 | الأولى | الدوري الإسباني لكرة اليد | الأول     | البطل   |
| 1998–99 | الأولى | الدوري الإسباني لكرة اليد | الأول     | البطل   |
| 1999–00 | الأولى | الدوري الإسباني لكرة اليد | الأول     | البطل   |
| 2000–01 | الأولى | الدوري الإسباني لكرة اليد | الثاني    |         |
| 2001–02 | الأولى | الدوري الإسباني لكرة اليد | الثاني    |         |
| 2002–03 | الأولى | الدوري الإسباني لكرة اليد | الأول     | البطل   |
| 2003–04 | الأولى | الدوري الإسباني لكرة اليد | الثاني    |         |
| 2004–05 | الأولى | الدوري الإسباني لكرة اليد | الرابع    |         |

| الموسم  | الدوري | القسم                     | المركز | ملاحظات |
| ------- | ------ | ------------------------- | ------ | ------- |
| 2005–06 | الأولى | الدوري الإسباني لكرة اليد | الأول  | البطل   |
| 2006–07 | الأولى | الدوري الإسباني لكرة اليد | الرابع |         |
| 2007–08 | الأولى | الدوري الإسباني لكرة اليد | الثاني |         |
| 2008–09 | الأولى | الدوري الإسباني لكرة اليد | الثاني |         |
| 2009–10 | الأولى | الدوري الإسباني لكرة اليد | الثاني |         |
| 2010–11 | الأولى | الدوري الإسباني لكرة اليد | الأول  | البطل   |
| 2011–12 | الأولى | الدوري الإسباني لكرة اليد | الأول  | البطل   |
| 2012–13 | الأولى | الدوري الإسباني لكرة اليد | الأول  | البطل   |
| 2013–14 | الأولى | الدوري الإسباني لكرة اليد | الأول  | البطل   |
| 2014–15 | الأولى | الدوري الإسباني لكرة اليد | الأول  | البطل   |
| 2015–16 | الأولى | الدوري الإسباني لكرة اليد | الأول  | البطل   |
| 2016–17 | الأولى | الدوري الإسباني لكرة اليد | الأول  | البطل   |
| 2017–18 | الأولى | الدوري الإسباني لكرة اليد | الأول  | البطل   |
| 2018–19 | الأولى | الدوري الإسباني لكرة اليد | الأول  | البطل   |
| 2019–20 | الأولى | الدوري الإسباني لكرة اليد | الأول  | البطل   |

- 30 مواسم في الدوري الإسباني لكرة اليد

## الأداء حسب الموسم (الفريق ب)
| الموسم    | الدرجة  | الدوري   | المركز    | ملاحظات |
| --------- | ------- | -------- | --------- | ------- |
| 2001-2002 | الثالثة | ناسيونال | العاشر    |         |
| 2002–03   | الثالثة | ناسيونال | الثالث    |         |
| 2003–04   | الثالثة | ناسيونال | الأول     |         |
| 2004–05   | الثالثة | ناسيونال | الثاني    |         |
| 2005–06   | الثالثة | ناسيونال | الأول     |         |
| 2006–07   | الثالثة | ناسيونال | الثاني    |         |
| 2007–08   | الثالثة | ناسيونال | الثامن    |         |
| 2008–09   | الثالثة | ناسيونال | 1 / 1 / 2 |         |
| 2009–10   | الثالثة | ناسيونال | 1 / 1 / 1 | صعود    |
| 2010–11   | الثانية | بلاتا    | السادس    |         |
| 2011–12   | الثانية | بلاتا    | الأول     |         |
| 2012–13   | الثانية | بلاتا    | الأول     |         |
| 2013–14   | الثانية | بلاتا    | الأول     |         |
| 2014–15   | الثانية | بلاتا    | الثالث    |         |
| 2015–16   | الثانية | بلاتا    | الخامس    |         |

## السجل الأوروبي
| الموسم  | مسابقة                      | الدور                        | النادي           | المبارة الأولي | المبارة الثانية | مجموع        |
| ------- | --------------------------- | ---------------------------- | ---------------- | -------------- | --------------- | ------------ |
| 2019–20 | دوري أبطال أوروبا لكرة اليد | مباريات المجموعة(المجموعة أ) | باريس سان جيرمان | 36-32          | 35 - 32         | المركز الأول |
| 2019–20 | دوري أبطال أوروبا لكرة اليد | مباريات المجموعة(المجموعة أ) | MOL-Pick Szeged  | 30 - 28        | 28-31           | المركز الأول |
| 2019–20 | دوري أبطال أوروبا لكرة اليد | مباريات المجموعة(المجموعة أ) | نادي آلبورغ      | 44-35          | 34-30           | المركز الأول |
| 2019–20 | دوري أبطال أوروبا لكرة اليد | مباريات المجموعة(المجموعة أ) | فلنسبورغ         | 31-27          | 34-27           | المركز الأول |
| 2019–20 | دوري أبطال أوروبا لكرة اليد | مباريات المجموعة(المجموعة أ) | تسليه            | 45-21          | 37-25           | المركز الأول |
| 2019–20 | دوري أبطال أوروبا لكرة اليد | مباريات المجموعة(المجموعة أ) | PPD زغرب         | 32-23          | 36 - 19         | المركز الأول |
| 2019–20 | دوري أبطال أوروبا لكرة اليد | مباريات المجموعة(المجموعة أ) | Elverum          | 33-24          | 30-26           | المركز الأول |
| 2019–20 | دوري أبطال أوروبا لكرة اليد | الدور ربع النهائي            |                  | ألغيت          | ألغيت           | ألغيت        |
| 2019–20 | دوري أبطال أوروبا لكرة اليد | نصف النهائي                  | باريس سان جيرمان | 37-32          | 37-32           | 37-32        |
| 2019–20 | دوري أبطال أوروبا لكرة اليد | النهائي                      | كيل              | 28 - 33        | 28 - 33         | 28 - 33      |

## الفريق

### الكادر التدريبي
طاقم العمل لموسم 2020–21
- المدرب:  خافيير باسكوال فورتس
- مساعد مدرب:  طوني روبييلا
- مدرب حراسة المرمى:  روجر فونت
- اخصائي علاج طبيعي:  سباستيا سالاس
- طبيب النادي: جوزيب أ. جوتيريز

### تشكيلة الفريق
تشكيلة الفريق طبقًا لموسم 2020–21
| حارس مرمى - 01 جونثالو بيريث دي بارجاس - 36 كيفن مولر جناح أيسر - 06 كاسبر أولريش مورتنسن - 13 آيتور أرينو - 28 أليكس باسكوال جارسيا جناح أيمن - 18 بلاج جانك - 20 أليكس جوميز - 23 مامادو ديوكو محور - 10 سيدريك سورهايندو - 72 لودوفيك فابريجاس - 82 لويس فرادي | ظهير أيسر - 19 تيموثي نغيسان - 22 ثياجوس دوس سانتوس - 37 هانييل لانجارو وسط مدافع - 09 راؤول إنتريريوس (C) - 25 لوكا سندريتش - 34 آرون بالمارسون - 35 دومين ماكوك ظهير أيمن - 11 يوري دولينيك - 24 ديكا ميم |

### الانتقالات
الانتقالات لموسم 2021–22.
| انظم | غادر - كيفن مولر (حارس مرمى) (to فلنسبورغ هاندفيت) - راؤول إنتريريوس (وسط مدافع) (اِعتَزَلَ) - سيدريك سورهايندو (محور) (إلى ?) |

### المدربين السابقين البارزين
- أنطونيو لازارو
- جوزيب فيلا
- سيرجيو بيتي
- ميكيل روكا
- فاليرو ريفيرا لوبيز
- زيسكو إسبار
- مانولو كاديناس

### لاعبين سابقين بارزين
انظر أيضًا: تصنيف:لاعبو نادي برشلونة لكرة اليد
- ميكيل أجويريزابالاجا
- ديفيد باروفيت
- جوان كانيلاس
- ألبرتو إنتريريوس
- روبن قارابيا
- خوانين غارسيا
- ماتيو غارالدا
- أوسكار جراو
- رافائيل جويجوسا
- ديميتريو لوزانو
- إنريك ماسيب
- كزافييه أوكالاغان
- أنطونيو كارلوس أورتيغا
- سلفادور بويج
- لورنزو ريكو
- ألبرت روكاس
- إكير روميرو
- جوان ساجاليس
- فيكتور توماس
- كريستيان أوغالدي
- إيناكي أوردانغاران
- أرباد ستيربيك
- أندريه زيبكين
- إريك جل
- سينيانين ماجلاجلييا
- محمد مميتش
- دانييل شاريتش
- سياري روتينكا
- ماركو أونتو
- باتريك تشافار
- دافور دومينيكوفيتش
- فينيو لوسرت
- إيغور فوري
- ميكال كاسال
- فيليب جيشا
- يواكيم بولدسين
- ميكيل هانسن
- كاسبر هفيدت
- لارس كروغ جيبسين
- يسبر نودسبو
- كيريل لازاروف
- بوركو ريستوفسكي
- نيكولا كاراباتيتش
- جيروم فرنانديز
- كريستيان شوارزر
- إيرهارد وندرليش
- لازلو ناجي
- جودجون فالور سيغوردسون
- فروده هاغن
- غلين سولبرغ
- بوجدان ونتا
- كاميل سيبرزاك
- ألكسندرو ديدو
- كونستانتين إيجروبولو
- ملادن بوجينوفيتش
- إيفان لابتشفيتش
- بيتار نيناديتش
- ديان بريتش
- نيناد بيرونيتشيتش
- دراجان سكربيتش
- لوكا جفيجي
- ماتياس أندرسون
- ماتياس فرانزين
- ماغنوس جيرنيمير
- جوناس لارهولم
- فريدريك أوهلاندير
- جوهان سجوستراند
- توماس سفنسون
- وليد بن عمر
- وائل جلوز
- بيتريت فجزولا
- ميلان كالينا
- زلاتكو بورتنر
- فيسلين فوجوفيتش

## معلومات الملعب
- الاسم: بالاو بلوجرانا
- المدينة: برشلونة
- السعة: 7500 متفرج
- العنوان: - Av.Arístides Maillol، s / n

## وصلات خارجية
- الموقع الرسمي
- نادي برشلونة لكرة اليد على الفيس بوك